# Helisaeus Röslin
Helisaeus Röslin (17 janvier 1545 - 14 août 1616) était un médecin allemand de la Renaissance.

## Biographie
Helisaeus Röslin (à ne pas confondre avec Eucharius Röslin père, mort à Francfort en 1526, et Eucharius Röslin fils, mort à Francfort en 1553) est né dans le duché de Wurtemberg, à Plieningen, en 1544 ou 1545. Il suit des études au gymnasium de Stuttgart puis à l'Université de Tübingen à partir de 1561. Le plus célèbre de ses professeurs de médecine est alors Samuel Eisenmenger. Il obtient son doctorat en médecine à Tübingen en 1569.
Lorsque Samuel Eisenmenger est appelé à Durlach pour être le médecin personnel du Markgraf badois Karl, Röslin le suit. Puis Röslin commence à exercer à Pforzheim, où il se marie avec la fille du théologien Jakob Beurlin (1520-1561).
En 1572, le comte palatin Georges-Jean de Veldenz le choisit comme médecin personnel.
Röslin a pris part à plusieurs controverses concernant l'astrologie, et fut opposé à Johannes Kepler.